# Vølsunga saga
Vølsungesaga er en norrøn fornaldersaga fra sidste del af 1200-tallet, hvor sagnene om den legendariske frankerkongen Vølsungs efterkommere bliver knyttet sammen med en række andre sagn: Blandt andet bygger sagaen på heltedigtene i Den ældre Edda. Vølsungerne kan spore deres rødder til mange legender om vikingerne og historier om de nordlige helte fra nordisk mytologi. Det er den bedst kendte saga om Sigurd Fafnersbane, der optræder i sagaens midterste tredjedel. Den første tredjedel om Sigurds forfædre, mens den sidste tredjedel skildrer Sigurds enke Gudrun Gjukesdatter og hendes slægtninge.

## Sagaens opbygning
Første del handler om, hvordan Odin tillader Regi at få en søn, som bliver den første Vølsunge. Anden del begynder med kapitler om Odin og hans gaver og forestillinger om linjen til Vølsungerne. Odin er ofte portrætteret med kun et øje; det andet gav han Mimer for at få lov at drikke af [visdommens brønd] . Desuden om Sigurd Fafnersbane og hans sejr over dragen, Fafner. Tredje del handler om Sigurds død og hans enke Gudrun.

## Sigurd Fafnersbane
Den bedste kendte del af sagaen er historien om Sigurd Fafnersbane. Den begynder, da dværgen Regin, som er Sigurds fosterfader og bror til Fafner, gensmeder sværdet Gram, som tilhørte Sigurds far. Med sværdet dræber Sigurd dragen og skærer hjertet ud af den dræbte drage. Det gør, at han kan forstå fuglene tale. De fortalte ham, at Regin planlægger at dræbe ham, og han bør slå først. Nu går Sigurd ud for at møde Brynhild. Hun kan måske være Valkyrien. De bor sammen, og han møder Gudrun. Hun elsker ham, og Gudruns mor laver den trylledrik, som får Sigurd til at glemme Brynhild og forelske sig i Gudrun. Pga. Gudruns magi narres Brynhilde til gifte sig med Gudruns bror, og da Brynhild hører om bedrageriet, kræver hun Sigurd dræbt. Da det er sket, brænder hun ham på et bål.